# Parafia Opieki Matki Bożej i Poczajowskiej Ikony Matki Bożej w Bielance
Parafia Opieki Matki Bożej i Poczajowskiej Ikony Matki Bożej – parafia prawosławna w Bielance, w dekanacie Gorlice diecezji przemysko-gorlickiej.
Na terenie parafii funkcjonuje 1 cerkiew:
- cerkiew Opieki Matki Bożej  i Poczajowskiej Ikony Matki Bożej w Bielance – parafialna

## Historia
W Bielance 23 czerwca 2012 rozpoczęto budowę nowej świątyni parafialnej – murowanej cerkwi pod wezwaniem Opieki Matki Bożej i Poczajowskiej Ikony Matki Bożej. Konsekracja cerkwi miała miejsce 7 września 2014.
Parafia liczy około 30 osób.
Na cmentarzu parafii pochowany jest Stefan Hładyk.

## Zasięg terytorialny
Bielanka

## Wykaz proboszczów
- – ks. Andrzej Grycz (obecnie)